# Yves Rocher
Yves Rocher (Ив Роше́) — французская компания, специализирующаяся на производстве косметики и парфюмерии. Предлагает продукцию среднего ценового диапазона, позиционируя естественность и натуральность сырья и процесса производства.

## История компании
- 1959 — французский предприниматель Ив Роше основал компанию. Первоначально косметические средства распространялись по почте, чтобы любая француженка могла приобрести нужное ей средство.
- 1969 — в Париже открыт первый магазин компании Yves Rocher
- 1973 — появление первых Центров Красоты Yves Rocher
- 1989 — компания Yves Rocher отказывается от опытов на животных, заменяя их экспериментами с растительными протеинами.
- 1991 — создание фонда охраны окружающей среды Yves Rocher по инициативе Жака Роше[1][аффилированный источник? 759 дней]

## Дело «Ив Роше» против Навального
В 2012 году, по заявлению Бруно Лепру (фр. Bruno Leproux), генерального директора компании «Ив Роше Восток», российского филиала Yves Rocher, российскому политику Алексею Навальному и его брату Олегу были предъявлены обвинения в мошенничестве и легализации денежных средств, полученных преступным путём. Некоторые российские СМИ, такие как Газета.Ru и Новая газета, обвинили Бруно Лепру и Yves Rocher в пособничестве политическим репрессиям и написании ложного доноса на Алексея Навального и призвали к бойкоту продукции компании.
Лауреат Нобелевской премии мира за 2021 год Дмитрий Муратов на церемонии вручения этой награды заявил следующее: «Оппозиционного политика Алексея Навального держат в лагере по ложному доносу российского директора крупнейшей парфюмерной компании из Франции. Заявление директор написал, но в суд вызван не был и потерпевшим себя не признал… А Навальный — сидит. Сама парфюмерная компания предпочла отойти в сторону, надеясь, что запах этого дела не повредит аромату ее продукции.».